# Josef S. Vilímek
Josef S. Vilímek (15. dubna 1842 Týniště nad Orlicí – 2. listopadu 1895 Praha) byl český mlynář, spolkový činovník, novinář a nakladatel. Od roku 1870 vydával časopis Hospodář, první a nejstarší český národohospodářský a zemědělský časopis. Příbuzensky byl spjat s rodinou Josefa Richarda Vilímka staršího, který byl mj. rovněž nakladatelem.

## Život

### Mládí
Narodil se v Týništi nad Orlicí do české mlynářské rodiny. Vystudoval obor mlynářství na Hospodářské akademii v německé Jeně. Byl zapáleným českým vlastencem, podílel se na zakládání českých spolků v Německu. Po vypuknutí polského Lednového povstání roku 1863 se přihlásil do polských dobrovolnických oddílů a bojoval proti ruské armádě. V bitvě u Czenstochové téhož roku utrpěl zranění s trvalými následky, povstání nakonec skončilo porážkou. Následně se vrátil do Týniště, kde pracovně a veřejně působil, podílel se mj. na provozu místního ochotnického divadla. V roce 1868 odešel do Chrudimi, kde redigoval list Koruna.

### Praha
Následně se přesunul do Prahy, kde krátce provozoval obchod s hospodářskými stroji. V roce 1887 byl v Praze zvolen do sboru pražských obecních starších, kde působil jako hospodář téměř do své smrti. Podílel se na organizaci Národopisné výstavy českoslovanské roku 1891 a také na vzniku pražských jatek v Holešovicích v letech 1893 až 1895.

### Publicistická činnost
Roku 1870 začal Vilímek vydávat a jako odpovědný redaktor vést několikastranný týdeník Hospodář. List se zaměřoval především na hospodářská témata, poskytoval návody a rady zemědělcům, kalendáře, přehledy atd. Jako šéfredaktor zde působil Karel Šubert. Roku 1880 převzal vlastnictví a vydávání listu Hynek Tittl, roku 1888 pak přešlo vydávání Hospodáře pod pražské vydavatelství Antonína Reinwarta.

### Úmrtí
Josef S. Vilímek zemřel 2. listopadu 1895 v Praze.